# Neolipoptena ferrisi
Neolipoptena ferrisi, hay két nhỏ Thái Bình Dương, là một loài ruồi thuộc họ Hippoboscidae. Chúng sống ký sinh trên la nai - Odocoileus hemionus, nai đuôi trắng - Odocoileus virginianus & Pronghorn - Antilocapra americana. Chúng phân bố ở British Columbia, Canada, tới Baja California, México.
Chúng thường bị nhầm thành bọ ve.